# Абеш-ими-дуат
Абеш-ими-дуат (также известен как Абеш) — древнеегипетский бог Дуата. В эпоху Нового царства бог Абеш считался богом-змеем. 
Слово «абеш» также было титулом бога Себека. В Ком-Омбо божество Абеш упоминается как «священный змей». Абеша изображали в образе человека с головой быка или крокодила, плывущего в барке.